# Ученикът на дявола
„Ученикът на дявола“ (на английски: The Devil's Disciple) е историческа комедия от 1959 година с участието на Бърт Ланкастър, Кърк Дъглас и Лорънс Оливие, копродукция на Великобритания и САЩ. Филмът е адаптация на едноименната пиеса на Джордж Бърнард Шоу от 1897 година.

## Сюжет
Ричард „Дик“ Дъджеън (Кърк Дъглас) е отхвърлен от семейството си в колониалния град Уебстърбридж, Ню Хемпшир. Той отвръща на омразата им с презрение. След смъртта на баща си, който погрешно е припознат от британците като бунтовник и обесен в съседния Спрингтаун, Дик сваля тялото му от бесилото, където британците са го оставили за назидание на останалите и го погребва в енорияшкото гробище в Уебстърбридж. Той се завръща в родния дом, за да чуе завещанието на баща си, за ужас на останалите членове на семейството. Местният свещеник Антъни Андерсън (Бърт Ланкастър) се отнася любезно към него, въпреки бунтарския му дух, но възгледите на Дик ужасяват съпругата на Андерсън, Джудит (Джанет Скот). За всеобща изненада, бащата на Дик тайно е променил завещанието си малко преди да умре, оставяйки по-голямата част от имуществото си на Дик. Той е разочарован, когато разбира, че майка му не желае да остане с него. Дик се обявява за бунтар срещу британците и осмива роднините си като страхливци, когато те напускат дома си. В същото време, британците откриват гроба на баща му.
Докато е на визита в дома на Андерсън по покана на преподобния отец, Дик остава насаме с Джудит, защото Андерсън спешно е извикан на смъртния одър на госпожа Дъджеън (Ева Льо Галиен). Разбирайки ненавистта на Джудит към него, Дик се опитва да си тръгне, но Джудит го умолява да остане докато се прибере съпруга и. Докато чакат в дома нахлуват британски войници и арестуват Дик, смятайки го за Андерсън, вярвайки че именно той е свалил тялото на бащата на Дик от бесилото. Дик им позволява да го отведат, без да разкрива истинската си самоличност. Той заклева Джудит да запази тайната, че не е нейния съпруг и е отведен. Превъзбудената Джудит открива съпруга си. Той я пита дали Дик и е навредил по някакъв начин. Нарушавайки клетвата, Джудит разкрива на Андерсън, че войниците са дошли да го арестуват, но вместо него са отвели Дик. Андерсън е зашеметен. Той казва на Джуди, че се надява Дик да мълчи достатъчно дълго време, за да му осигури преднина и бързо изчезва. Разочарованата Джудит смята съпруга си за страхливец, без да знае, че той е отишъл да търси помощ от адвокат Хоукинс (Базил Сидни), тайният лидер на местните въстаници, а Дик се превръща в герой в нейните очи.
Джудит посещава Дик в ареста и го пита дали е действал от чувства към нея. Той и отговаря, че собствената му природа не позволява да се спаси за сметка на някой друг. По време на съдебния процес Дик е признат за виновен и е осъден на смърт чрез обесване. Появява се генерал Бъргойн (Лорънс Оливие), който остро критикува методите на Американската революция. Джудит прекъсва процеса, за да разкрие истинската самоличност на Дик, но без успех. Той ще бъде обесен при всички случаи. До Бъргойн достига новината, че американските бунтовници са превзели Спрингтаун и той и войниците му са в опасност, особено след като от Лондон не са изпратили обещаните подкрепления. Дик ще бъде обесен на градския площад. Той тръгва с палачите си и се подготвя да посрещне смъртта. В последния момент екзекуцията е прекъсната, когато се появява един бунтовнически офицер. Това е Антъни Андерсън, който е станал човек на действието когато в Дик е проговорила съвестта. Той започва да се пазари за живота на Дик и Бъргойн се съгласява да го освободи. Андерсън казва на Джудит и Дик, че той вече не е свещеник, а обикновен войник и че няма да застава на пътя им. Докато Дик се опитва да повлияе на Джудит да направи своя избор, Андерсън я сграбчва, мята я на коня си и напускат Уебстърбридж.

## В ролите
- Бърт Ланкастър като преподобния Антъни Андерсън
- Кърк Дъглас като Ричард „Дик“ Дъджеън
- Лорънс Оливие като генерал Джон Бъргойн
- Джанет Скот като Джудит Андерсън
- Ева Льо Галиен като госпожа Дъджеън
- Хари Андрюс като майор Суиндън
- Базил Сидни като адвокат Хоукинс
- Джордж Роуз като британския сержант
- Нийл Маккалъм като Кристофър Дъджеън
- Дейвид Хорн като чичо Уилям
- Ерик Чити като чичо Тайтъс
- Алън Кътбъртсън като британския капитан
- Пърси Хърбърт като британския лейтенант
- Филис Морис като съпругата на Тайтъс
- Брайън Оултън като капелан Брюденел
- Джени Джоунс като Еси
- Шери Уинтън като платинената блондинка
- Стивън Беркоф като британския ефрейтор

## Номинации
- Номинация за БАФТА за най-добър британски актьор на Лорънс Оливие от 1960 година.[1]